# Marvin Bracy
Marvin Bracy (né le 15 décembre 1993 à Orlando) est un athlète et un joueur de Football américain américain. Spécialiste des épreuves de sprint, il est vice-champion du monde du 100 m et du relais 4 x 100 m aux Mondiaux de 2022 à Eugene.

## Biographie
Marvin Bracy a été joueur de football américain, évoluant au sein du club universitaire des Seminoles de Florida State jusqu'en 2013.
Lors des championnats panaméricains juniors de 2011, à Miramar en Floride, Marvin Bracy s'adjuge les titres du 100 m et du relais 4 × 100 m. Lors de cette saison, il devient champion des États-Unis junior du 100 m en 10 s 05 (vent supérieur à 2 m/s).

### Vice-champion du monde du 60 m (2014)
En février 2014, il remporte le titre du 60 mètres des Championnats des États-Unis en salle, à Albuquerque, en portant son record personnel à 6 s 48. Cette performance lui vaut d'être sélectionné pour les championnats du monde en salle de Sopot où il obtient la deuxième place sur 60 mètres en 6 s 51, derrière le Britannique Richard Kilty.
Champion des États-Unis en salle du 60 m pour la deuxième fois consécutive, il franchit pour la première fois la barrière des dix secondes le 20 mai 2015 lors du meeting de Pékin en établissant le temps de 9 s 95 (+ 0,2 m/s), puis porte son record à 9 s 93 deux semaines plus tard à Birmingham.
Le 19 mars 2016, Bracy termine 7e lors des championnats du monde en salle de Portland sur 60 m en 6 s 56, quelques jours après avoir décroché son troisième titre national en salle sur 60 m. Troisième du 100 m des sélections olympiques américaines, il participe au 100 m des Jeux olympiques de 2016 mais s'incline en demi-finale (10 s 08).

### Football américain (2017-2019)
Marcin Bracy délaisse les pistes d'athlétisme en avril 2017 pour se consacrer au Football américain en tant que wide receiver. En 2017, il évolue aux Colts d'Indianapolis, en 2018 aux Seahawks de Seattle et en 2019 aux Orlando Apollos.

### Retour à l'athlétisme (2020)

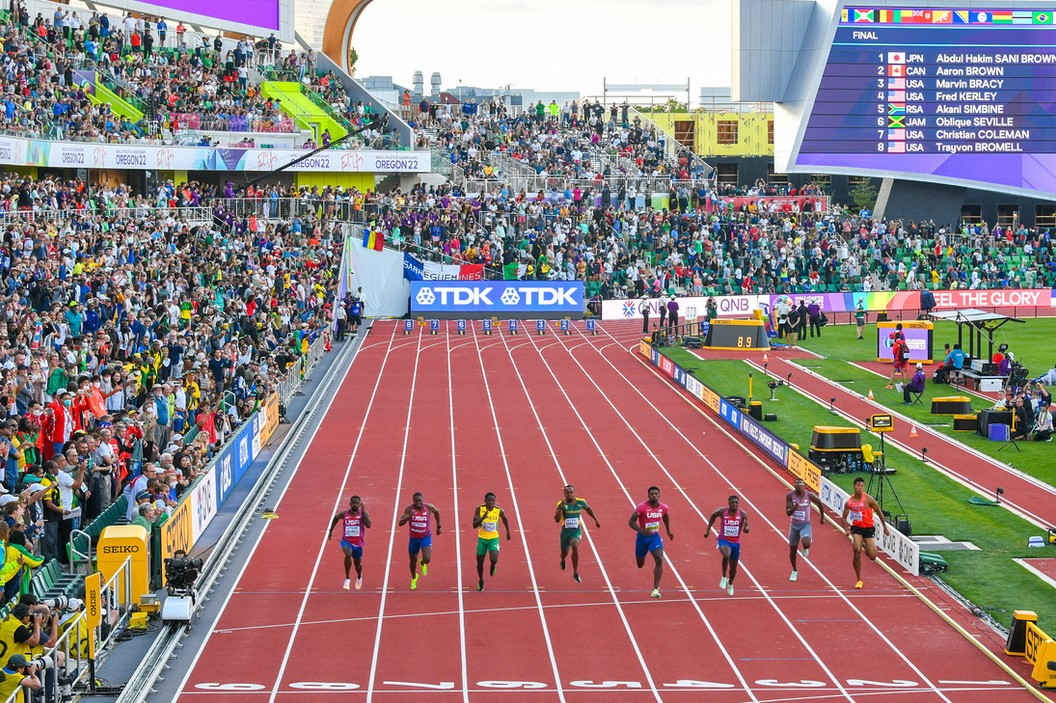
Finale du 100 m des championnats du monde 2022. Au couloir n°3, Marvin Bracy remporte la médaille d'argent derrière son compatriote Fred Kerley.

Il se consacre de nouveau à l'athlétisme en 2020. Le 15 février 2020 à Albuquerque, il décroche la médaille d'or du 60 m lors des championnats des États-Unis en salle, son quatrième titre dans cette épreuve. 
Le 5 juin 2021 lors du NACAC New Life Invitational à Miramar en Floride, Marvin Bracy améliore de 8/100e de seconde son record personnel sur 100 m en réalisant 9 s 85. Aligné aux sélections olympiques américaines fin juin 2021 à Eugene, il abandonne lors des demi-finales du 100 m en se blessant à la cuisse gauche, laissant s'échapper ses espoirs olympiques. Le 15 août 2021, il égale son record personnel de 9 s 85 au cours de l'Ed Murphey Classic à Memphis.
Il bat son record personnel sur 60 m en finale des championnats du monde en salle, fin mars 2022 à Belgrade, où il s'empare de la médaille de bronze, derrière l'Italien Marcell Jacobs et l'Américain Christian Coleman, en 6 s 44. En juin 2022, Marvin Bracy se classe deuxième du 100 m des championnats des États-Unis, derrière Fred Kerley, mais il égale son record personnel de 9 s 85 et obtient sa qualification pour les championnats du monde. Le 16 juillet 2022, Marvin Bracy devient vice-champion du monde du 100 m lors des mondiaux de Eugene en signant le temps de 9 s 88 dans une finale qui voit trois Américains sur le podium avec la victoire de Fred Kerley et la troisième place de Trayvon Bromell. Bracy remporte ensuite une seconde médaille d'argent, au titre du relais 4 × 100 m, l'équipe américaine grande favorite de l'épreuve étant devancée par l'équipe du Canada.

## Palmarès

### International
| Date | Compétition                        | Lieu     | Résultat | Épreuve   | Temps   |
| ---- | ---------------------------------- | -------- | -------- | --------- | ------- |
| 2011 | Championnats panaméricains juniors | Miramar  | 1er      | 100 m     | 10 s 09 |
| 2011 | Championnats panaméricains juniors | Miramar  | 1er      | 4 x 100 m | 39 s 43 |
| 2014 | Championnats du monde en salle     | Sopot    | 2e       | 60 m      | 6 s 51  |
| 2016 | Championnats du monde en salle     | Portland | 7e       | 60 m      | 6 s 56  |
| 2022 | Championnats du monde en salle     | Belgrade | 3e       | 60 m      | 6 s 44  |
| 2022 | Championnats du monde              | Eugene   | 2e       | 100 m     | 9 s 88  |
| 2022 | Championnats du monde              | Eugene   | 2e       | 4 × 100 m | 37 s 55 |

### National
- Championnats des États-Unis en salle :
  - 60 m : vainqueur en 2014, 2015, 2016 et 2020

## Records
| Épreuve | Performance | Lieu                   | Date                                  |
| ------- | ----------- | ---------------------- | ------------------------------------- |
| 60 m    | 6 s 44      | Belgrade               | 19 mars 2022                          |
| 100 m   | 9 s 85      | Miramar Memphis Eugene | 5 juin 2021 15 août 2021 25 juin 2022 |
| 200 m   | 20 s 55     | Clermont               | 26 avril 2014                         |